# Enric Pla i Montferrer
Enric Pla i Montferrer (Lluçà, 1969) és un mestre artesà forjador i escultor català, anomenat artísticament 'Montferrer'.
Va estudiar forja a l'Escola d’Art de Vic i escultura amb Josep Plandiura al Centre Internacional d'Art i Recerca 'La Rectoria' de Sant Pere de Vilamajor. Resideix a Alpens, on el 2001 obrí el seu taller. El 2009 la Generalitat de Catalunya li atorgà el títol oficial de Mestre forjador. Fundador i coordinador de la Trobada Internacional de Forjadors d'Alpens.
El 2012, va començar a treballar a la Sagrada Família, on actualment coordina tots els treballs de forja artística. Entre les seves contribucions destacades es troben la restauració del moble de la sagristia original de Gaudí, les baranes de la cantoria, escales i baranes del presbiteri, bancs del pla del temple, l'escultura d'un boix grèvol per a la façana del Naixement, els 12 estels de la corona i els acabats de l'estel gran que corona la torre de la Mare de Déu.
El 2018, va formar part de la representació de la cultura catalana al Smithsonian Folklife Festival a Washington, on Catalunya i Armènia van ser els països convidats. El mateix any, va ser guardonat amb el Premi Richard H. Driehaus de les Arts de la Construcció 2018, un dels reconeixements més importants d'artesania a nivell estatal.
El 2024, va dur a terme la restauració de la forja de la Casa Batlló, contribuint a la conservació d'aquest emblemàtic edifici modernista.

## Obra
- A poètica 1995 - 2005, al Parc del Castell de Montesquiu, representa una A gravada amb uns versos de Martí i Pol.[2]
- Escultura dels donants de sang, 2003, al parc infantil del Ramal d'Alpens.[4]
- Feminidad II, 2008, sabata de taló de 5 m de llarg i 3 m d'alt, a Granátula de Calatrava, homenatge a Pedro Almodóvar.[5]
- Restauració del portal modernista dissenyat per Puig i Cadafalch per al Casal de Sobrevia (Seva).[1]
- L'estel de 12 puntes i els 12 estels de la torre de la Mare de Déu de la Sagrada Família.[6]